# 今泉堅貴
今泉 堅貴（いまいずみ けんき、2001年9月26日 - ）は、日本の陸上競技選手。福岡大学付属大濠中学校・高等学校、筑波大学卒業。内田洋行AC所属。
男子300m・男女混合4×400mリレーの日本記録保持者。

## 経歴
福岡大学付属大濠中学校に入学後、友人たちと鬼ごっこをしている姿を見た陸上部顧問から声をかけられたことがきっかけで陸上競技を始める。中学校時代には2年時と3年時で2年連続全日本中学校陸上競技選手権大会の4×100mリレー部門に出場し、2年時には43秒33を記録し3位、3年時には43秒01を記録し準優勝。
福岡大学付属大濠高校に進学後は従来の100mや200mから400mに転向する。2年時に第12回U18日本陸上競技選手権大会に出場し、400mの決勝で47秒60を記録し準優勝。
その後筑波大学に進学し、4年時には陸上競技部の主将を務める。2023年6月の第107回日本陸上競技選手権大会の400m決勝では45秒54を記録し4位。同年7月にバンコクで開催された第25回アジア陸上競技選手権大会では、男女混合4×400mリレーの第1走（今泉堅貴ー久保山晴菜ー佐藤風雅ー松本奈菜子）を務めて3分15秒71を記録し、日本新記録を打ち立てた（順位は3位）。同年8月に成都で開催された第31回夏季ユニバーシアードでは400mで47秒18を記録し8位。同じく8月にブダペストで開催された2023年世界陸上競技選手権大会では男子4×400mリレーの代表に選ばれたが、補欠として迎えた予選でチームは3分00秒39で敗退し、今泉は走る機会を逃した。
大学卒業後は佐賀県が支援するアスリートの集団であるTeam SSPに所属し、佐賀を活動の拠点とする。2024年6月の第108回日本陸上競技選手権大会では予選落ちしてパリオリンピックへの出場を逃す。2024年10月11日に、佐賀で開催された第78回国民スポーツ大会の300m予選で32秒20を記録し、従来の日本記録・アジア記録である32秒21（2015年、藤光謙司）を破る日本新記録・アジア新記録を打ち立てた。
2025年4月に株式会社内田洋行に入社する。2025年7月に行われた第109回日本陸上競技選手権大会の400ｍ決勝では45秒29を記録。当初0.01秒差で2着であったものの、1着でゴールした佐藤風雅がレーン侵害で失格となったことに伴い優勝となった。